# Motretinid
Motretinid [Handelsname: Tasmaderm® (CH)] ist ein Retinoid der zweiten Generation (monoaromatische Retinoide).

## Einsatzgebiet
Motretinid wird als pharmazeutischer Wirkstoff angewendet und kommt topisch als wirksamer Bestandteil von Cremes und Lösungen bei der Therapie der Akne und weiteren hyperkeratotischen Hautkrankheiten zum Einsatz. Der Arzneistoff ist nur in der Schweiz zugelassen.

## Wirkung
Motretinid 0,1 % zeigte sich im Vergleich zu Tretinoin 0,05 % effektiver gegenüber entzündlichen Läsionen, nicht aber bezüglich Komedolyse. Insgesamt wird es als weniger wirksam bewertet. Die eingesetzte Formulierung weist eine gute Hautverträglichkeit auf.

## Nebenwirkungen
In den ersten Therapiewochen kann vorübergehend eine Reizung der Haut und in sehr seltenen Fällen eine Verschlechterung des Hautzustandes auftreten.

## Wechselwirkungen
Andere äußerliche Hautpräparate sollten nur nach ärztlicher Beratung gleichzeitig mit Motretinid-Präparaten angewendet werden. Kombinierte Anwendung mehrerer lokaler Aknemittel kann Trockenheit und Irritation der Haut verursachen.

## Schwangerschaft und Stillzeit
Tierstudien zeigten nach systemischer Applikation von Motretinid unerwünschte Effekte auf den Fötus.  Es existieren keine kontrollierten Humanstudien. Die systemische Aufnahme bei topischer Anwendung des Wirkstoffs wird auf maximal 1 % geschätzt. Da die Unbedenklichkeit topischer Anwendung während der Schwangerschaft nicht systematisch untersucht wurde, sollten Motretinid-haltige Zubereitungen während der Schwangerschaft und bei bestehendem Kinderwunsch nicht verabreicht werden. Zudem ist nicht bekannt, ob Motretinid in die Muttermilch übertritt. Von der Anwendung in der Stillzeit wird abgeraten.